# Udham Singh
Udham Singh (Panjabi: ਊਧਮ ਸਿੰਘ, udham siṅgh; * 26. Dezember 1899 in Sunam im Distrikt Sangrur, Punjab; † 31. Juli 1940 in London) ist eine Symbolfigur der indischen Befreiungsbewegung gegen die britische Kolonialherrschaft. Er wird in Indien manchmal als Shahid-e-Azam (dt.: ‚König der Märtyrer‘) bezeichnet.

## Leben

### Frühe Jahre
Udham Singh entstammte einer Sikh-Familie. Seine Mutter starb im Jahr 1901, der Vater Sardar Tehal Singh, Angestellter einer Eisenbahngesellschaft, im Jahr 1907. Im Jahr 1917 starb sein Bruder Sadhu Singh.
Singh wurde Augenzeuge des Amritsar-Massakers am 13. April 1919. Er emigrierte später in die Vereinigten Staaten, kehrte aber in den 1920er Jahren nach Indien zurück. Er wurde wegen illegalen Waffenbesitzes festgenommen und zu vier Jahren Gefängnis verurteilt. Im Jahr 1931 wurde er freigelassen und geriet unter Einfluss der Revolutionäre um Bhagat Singh.

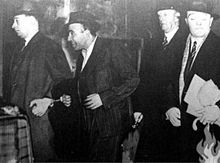
Udham Singh (2. von links) wird nach der Ermordung O’Dwyers aus der Caxton Hall geführt

### Attentat und Verurteilung
Singh erschoss am 13. März 1940 den ehemaligen Gouverneur der Provinz Punjab, Michael O’Dwyer, als dieser eine Rede in Caxton Hall in London vor Vertretern der East India Association und der Royal Central Asian Society hielt. Singh versuchte nicht zu fliehen, er wurde sofort festgenommen. Udham Singh wurde für diese Tat am 1. April angeklagt, am 5. Juni verurteilt und am 31. Juli 1940 in London im Pentonville-Gefängnis gehängt. Seine im Gefängnis geschriebenen Briefe an Shiv Singh Jauhal wurden später veröffentlicht.
Während des Prozesses sagte er:

“I did it because I had a grudge against him. He deserved it. He was the real culprit. He wanted to crush the spirit of my people, so I have crushed him. For full 21 years, I have been trying to wreak vengeance. I am happy that I have done the job. I am not scared of death. I am dying for my country. I have seen my people starving in India under the British rule. I have protested against this, it was my duty. What a greater honour could be bestowed on me than death for the sake of my motherland?”

„Ich tat es, weil ich eine Wut gegen ihn hatte. Er hat es verdient. Er war der eigentliche Schuldige. Er wollte den Geist meines Volkes brechen, also vernichtete ich ihn. Ganze 21 Jahre lang habe ich versucht, Vergeltung zu üben. Ich bin froh, dass ich die Aufgabe erledigt habe. Ich habe keine Angst vorm Tod. Ich sterbe für mein Land. Ich habe mein Volk in Indien unter den Briten hungern sehen. Ich habe dagegen protestiert, das war meine Pflicht. Was für eine größere Ehre könnte mir zuteil werden, als für mein Mutterland zu sterben?“

### Rückführung des Leichnams
Im Juli 1974 wurde Udham Singh exhumiert und seine Überreste wurden nach Indien zurückgeführt. Am Flughafen Neu-Delhi nahmen Shankar Dayal Sharma, Präsident der Kongresspartei, und Giani Zail Singh, Chief Minister des Punjab und späterer Staatspräsident, den Sarg in Empfang. Premierministerin Indira Gandhi ehrte Singh ebenfalls. Später wurde Singhs Leichnam in seinem Geburtsort Sunam (Punjab) kremiert und seine Asche wurde in den Sutlej-Fluss gestreut.

## Ehrungen
Ein Distrikt des indischen Bundesstaates Uttarakhand ist zu Ehren Udham Singhs benannt. In Amritsar erinnert das Shaheed Udham Singh Museum an ihn und weitere Revolutionäre.
2003 wurde der Name seiner Geburtsstadt Sunam nach ihm in Sunam Udham Singh Walaa umbenannt (deutsch: Sunam des Udham Singh)

## Verfilmungen
- Shaheed (1965) mit Manoj Kumar, Prem Chopra und Nirupa Roy
- Jallian Wala Bagh (1977) mit Parikshat Sahni als Singh
- Shaheed Udham Singh: Alais Ram Mohammad Singh Azad (2000) mit Raj Babbar als Udham Singh, Gurdas Mann, Juhi Chawla, Om Puri, Kimi Verma, Amrish Puri und Chetana Das
- 23. March 1931: Shaheed (2001) mit Bobby Deol, Divya Dutta, Sunny Deol und Amrita Singh